# 西本利一
西本 利一（にしもと としかず、1960年5月28日 - ）は、日本の実業家。電気炉メーカーである東京製鐵社長。富山県出身、早稲田大学理工学部工業経営学科を卒業後、東京製鐵に入社。2006年に社長に就任するが、創業家である池谷家以外からの社長就任は初めてのことである。

## 略歴
- 1984年:東京製鐵入社
- 1999年:岡山工場製鋼部長
- 2001年:岡山工場圧延部長
- 2004年:高松工場長
- 2006年:代表取締役社長